# الحفة
الحفة مدينة سورية على بعد حوالي 27 كيلو متر من مركز محافظة اللاذقية، ويأتي اسم مدينة الحفة من توضعها على حافة جبل ممتدة بشكل طولي ويحدها من الجانبين واديان وتتمتع بطبيعة جميلة، يطل القسم الغربي منها على سد الحفة الذي يروي الأراضي الزراعية التي تحيط به، كما تعد مدينة الحفة طريقا للعديد من القرى والمناطق السياحية والطبيعة الساحرة مثل اشتبغو والرابية ودفيل وشير القاق والزنقوفة وهي الطريق الرئيسي لقلعة صلاح الدين الشهيرة وبابنّا والقادسية (الجنكيل) ومصيف صلنفة الشهير. بلغ عدد سكان مركز الحفة 23347 نسمة حسب تعداد عام 2004.

## أعلام
- بدوي الجبل